# Lawgivers
Lawgivers, anteriormente chamado de Law of Civilization é um jogo de simulação política baseado em turnos desenvolvido pela SomniumSoft. Foi anunciado e lançado para celulares em 14 de novembro de 2018 e lançado para PC em 2 abril de 2020.

## Jogabilidade
O jogador assume o controle de um partido político para concorrer às eleições e ganhar o maior número possível de assentos no parlamento. Uma vez dentro do plenário, os partidos competem para aprovar ou revogar leis e satisfazer seus apoiadores. Cada lei tem um efeito na população, que demanda por comida, segurança, transporte, moradia, educação, saúde, meio ambiente, renda, entretenimento, liberdade e democracia. Essa proporção se altera durante o jogo, devido fatores como tendência política, ideologia e quantidade de escândalos que cada partido tem.
O jogador pode se desenvolver dentro da política usando ou não a corrupção a seu favor. Quando não se usa, o jogo tende a ser mais difícil no início, porém recompensante mais para frente, uma vez que seu partido não terá escândalos de corrupção e a população confiará mais em você para a vaga de presidente. Mas se o jogador decidir utilizar da corrupção para ganhar vantagens, abre-se uma gama de opções usando o ''caixa dois'', uma verba secundária do partido que pode ser usado para quaisquer atividades ilegais ou imorais, como facilitar a a provação de leis, compra de parlamentares, criar escândalos ou assassinar adversários, fraudar eleições, dar golpe de estado e até provocar uma revolução. Ao usar da corrupção, seu partido terá membros com escândalos de corrupção revelados à população e pode ou não ser preso por isso, os membros honestos irão se demitir do partido ao longo do tempo e para resolver a perda de votos, você pode usar da constituição a seu favor, criando leis de imunidade parlamentar, proibição de protestos, lei marcial, interrupção ou aumentar a distância das eleições.
Ao atingir certa popularidade (ou gastar bastante caixa dois), você irá conseguir eleger seu primeiro presidente, que sempre será o líder do seu partido. Fazendo isso, será possível suspender leis sem precisar do parlamento e até vetar leis que você discorda mas acredita que o parlamento irá conseguir aprovar. Também será possível fazer empréstimos em nome da nação, podendo usar o dinheiro para financiar pesquisas que irão aumentar as opções de leis, mas atente-se para as finanças da nação e também do seu partido, pois se o déficit for grande, você irá perder e precisará começar o jogo do zero.